# Kuajok
Kuajok – miasto w Sudanie Południowym, stolica stanu Warrap. Liczy poniżej 1000 mieszkańców. Przejęło w 2011 funkcje stołeczne od miasta Warrap.